# Park mladenaca
Park mladenaca nalazi se u naselju Siget (Zagreb) u Novom Zagrebu. Park je nastao 70-tih godina prošlog stoljeća kada su mladenci nakon sklapanja braka u parku zasadili po jedno drvo kao simbol ljubavi. U parku se nalazi skulptura mladenaca akademskog kipara Stipe Sikirice.

## Vanjske poveznice
- Fotografije skulpture   Arhivirana inačica izvorne stranice od 29. svibnja 2015. (Wayback Machine)